# Старо-Потрасово
Старо-Потрасово — деревня в Лихославльском районе Тверской области.

## География
Находится в центральной части Тверской области на расстоянии приблизительно 7 км на запад-юго-запад по прямой от районного центра города Лихославль.

## История
Деревня была отмечена как Старое (Забегаево) ещё на карте Менде, состояние местности на которой соответствует 1848 году. В 1859 году здесь (деревня Новоторжского уезда) было учтено 18 дворов. До 2017 входила в Ильинское сельское поселение Лихославльского района, с 2017 по 2021 в Вёскинское сельское поселение до его упразднения.

## Население
Численность населения: 152 человека (1859 год), 10 (русские 100 %) в 2002 году, 10 в 2010.